# ニッコロ・ズッキ

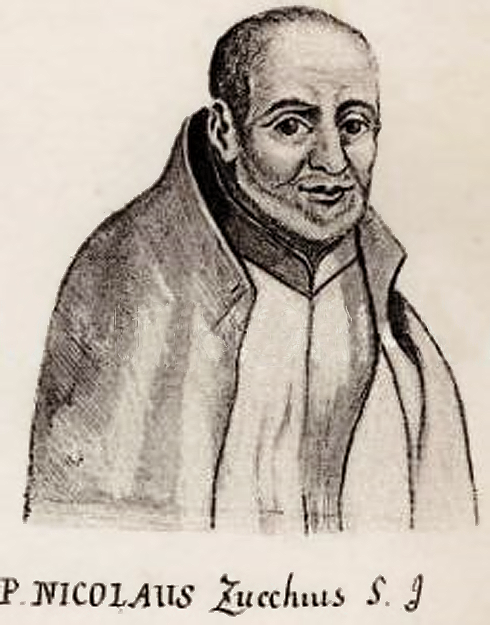
ニッコロ・ズッキ

ニッコロ・ズッキ（Niccolò Zucchi、 1586年12月6日パルマ - 1670年5月21日ローマ）は、イタリアのイエズス会員であり、天文学者である。反射望遠鏡製作のパイオニアである。
パルマに生まれる。パルマで自然科学と神学を学ぶ。1602年イエズス会の会員となる。ローマ学院の数学と科学の教授となった。ヨハネス・ケプラーに会ったことにより天文学に興味を持ち、1616年最初の凹面鏡と接眼レンズからなる反射望遠鏡を製作した。反射望遠鏡をつかって、1630年に木星の縞模様を、1640年に火星の模様を観測した。1652年から出版された著書Optica philosophia experimentalis et ratione a fundamentis constitutaは後に望遠鏡を製作した、ジェームズ・グレゴリーやアイザック・ニュートンに影響を与えた。 
天文学以外の分野でも燐光の発光機構の分野で功績があった。アリストテレスの「自然は真空を嫌う」という考えを支持し、同時代のトリチェリの真空の実験結果に否定的な立場をとった。
月のズッキウス・クレーターはズッキの名を記念して命名された。